# Leo Tavella
Leo Tavella (Gálvez, 23 de septiembre de 1920-Acassuso, 30 de julio de 2015) fue un escultor, pintor y ceramista argentino. Reconocido por su labor escultórica en cerámica y su gran participación tanto en la escena artística local, con reconocimiento internacional, como en la docencia. Socio fundador del Centro Argentino de Arte Cerámico (CAAC). Primer ganador del Salón Nacional de Cerámica. 

## Biografía
Nació en Gálvez, provincia de Santa Fe, se crio con su madre Felisa Lorenzatti, su padre Nicolás Tavella y su hermano Marcelo Tavella. Eran colchoneros a domicilio. Tras la muerte de su padre se mudaron a Córdoba en 1934 con su madre y hermano. Su hermano mayor, docente, se especializaba en la educación de personas con discapacidad, y fue el que incentivó a Leo a estudiar arte cuando notó su habilidad para la pintura y el dibujo.
Estudió en la Escuela Municipal de Bellas Artes de Córdoba, donde conoce a su profesor y mentor, el escultor y pintor Miguel Pablo Borgallo, que lo tomó como ayudante. Con él incursionó en la realización de esculturas y en el trabajo con el cemento, material que utilizó ampliamente en sus obras posteriores. En 1940 se ganó la vida como docente de dibujo en la Escuela Terminal del Estado y tocando el piano en una orquesta popular.
En 1942 fue llevado a la Isla Martín García como preso político por sus afiliaciones comunistas. Después de pasar ocho meses preso fue liberado y se instaló junto a su familia a vivir en Buenos Aires. En la década del 50 mandó una pieza al Salón Nacional, y si bien no ganó este premio hasta 1976, su pieza fue aceptada y apareció en el catálogo. A través de esta aparición fue convocado a compartir taller con el escultor Nicasio Fernández Mar y el grabador Carlos Aschero con otros escultores, entre ellos ceramistas, de los cuales aprendió nuevas técnicas y le proveyeron herramientas y materiales para su investigación cerámica. Allí comenzó un largo y fructífero camino en el que continúa experimentando hasta el final de su vida con diversos materiales no convencionales, desde los textiles, el papel, el cartón, yeso, cemento, cerámica, hierros, alambres y maderas para crear una imagen icónica y reconocible en una primera mirada.
Fue ganador de diversos premios en cerámica y escultura a nivel local e invitado a participar de numerosas muestras y congresos internacionales. Se trató del primer artista en ganar el Premio Nacional de Cerámica. Recibió el premio Konex de Platino de 1982 en el rubro Cerámica.
Falleció el 30 de julio de 2015 en Buenos Aires.